# Remigia antillesia
Remigia antillesia là một loài bướm đêm trong họ Erebidae.